# Relais 4 x 200 mètres nage libre féminin aux championnats du monde de natation 2024
 (juin 2025).
Si vous disposez d'ouvrages ou d'articles de référence ou si vous connaissez des sites web de qualité traitant du thème abordé ici, merci de compléter l'article en donnant les références utiles à sa vérifiabilité et en les liant à la section « Notes et références ».
Ne doit pas être confondu avec Relais 4 x 200 mètres nage libre masculin aux championnats du monde de natation 2024.
Le relais 4 x 200 mètres nage libre féminin est une épreuve de natation sportive des championnats du monde de natation 2024. Elle a lieu le 15 février 2024 à Doha au Qatar,.

## Records
Avant cette compétition, les records dans cette discipline étaient :
| Record du monde       | 7 min 37 s 50 | Australie | 27 juillet 2023 | Fukuoka, Japon |
| Record du championnat | 7 min 37 s 50 | Australie | 27 juillet 2023 | Fukuoka, Japon |

## Résultats détaillés
Les 8 meilleurs temps se qualifient en finale (Q).

### Séries
| Rang | Série | Ligne | Pays | Nageuses | Temps       | Temps  | Commentaire |
| Rang | Série | Ligne | Pays | Nageuses | Individuels | Global | Commentaire |
| ---- | ----- | ----- | ---- | -------- | ----------- | ------ | ----------- |
| 1    |       |       |      |          |             |        | Q           |
| 2    |       |       |      |          |             |        | Q           |
| 3    |       |       |      |          |             |        | Q           |
| 4    |       |       |      |          |             |        | Q           |
| 5    |       |       |      |          |             |        | Q           |
| 6    |       |       |      |          |             |        | Q           |
| 7    |       |       |      |          |             |        | Q           |
| 8    |       |       |      |          |             |        | Q           |
| 9    |       |       |      |          |             |        |             |
| 10   |       |       |      |          |             |        |             |
| 11   |       |       |      |          |             |        |             |
| 12   |       |       |      |          |             |        |             |
| 13   |       |       |      |          |             |        |             |
| 14   |       |       |      |          |             |        |             |
| 15   |       |       |      |          |             |        |             |
| 16   |       |       |      |          |             |        |             |

### Finale
| Rang               | Ligne | Pays             | Nageuses                                                                     | Temps                           | Temps   |
| Rang               | Ligne | Pays             | Nageuses                                                                     | Individuels                     | Global  |
| ------------------ | ----- | ---------------- | ---------------------------------------------------------------------------- | ------------------------------- | ------- |
| Médaille d'or      | 4     | Chine            | Ai Yanhan Gong Zhenqi Li Bingjie Yang Peiqi                                  | 1:57.65 1:58.84 1:54.59 1:56.18 | 7:47.26 |
| Médaille d'argent  | 7     | Royaume-Uni      | Freya Colbert Abbie Wood Lucy Hope Meidi Harris                              | 1:57.14 1:56.65 1:58.71 1:58.40 | 7:50.90 |
| Médaille de bronze | 1     | Australie        | Brianna Throssell Shayna Jack Abbey Harkin Kiah Melverton                    | 1:56.87 1:57.61 1:58.92 1:58.01 | 7:51.41 |
| 4                  | 6     | Brésil           | Maria Fernanda Costa Stephanie Balduccini Aline Rodrigues Gabrielle Roncatto | 1:57.30 1:57.64 1:59.73 1:58.04 | 7:52.71 |
| 5                  | 5     | Nouvelle-Zélande | Erika Fairweather Laticia-Leigh Transom Eve Thomas Catlin Deans              | 1:56.37 1:58.41 1:58.65 1:59.59 | 7:53.02 |
| 6                  | 3     | Canada           | Rebecca Smith Emma O'Croinin Sienna Angove Taylor Ruck                       | 1:58.70 1:58.83 1:58.59 1:59.59 | 7:55.71 |
| 7                  | 8     | Pays-Bas         | Imani de Jong Silke Holkenborg Marrit Steenbergen Janna van Kooten           | 2:00.56 2:00.95 1:54.89 1:59.44 | 7:55.84 |
| 8                  | 2     | Hongrie          | Nikolett Padar Lilla Abraham Dóra Molnár Ajna Késely                         | 1:57.06 2:00.51 1:59.21 1:59.80 | 7:56.58 |